# Nouzový stav v Česku
Nouzový stav v České republice je krizový stav, který se vyhlašuje při vzniku živelních pohrom, ekologických nebo průmyslových havárií, nehod nebo jiného nebezpečí, které ve značném rozsahu ohrožují životy, zdraví nebo majetkové hodnoty anebo vnitřní pořádek a bezpečnost. Vyhlašuje se také, pokud nelze vzniklý krizový stav překonat v rámci stavu nebezpečí. Nouzový stav vyhlašuje v České republice vláda nebo předseda vlády na základě zmocnění ústavním zákonem č. 110/1998 Sb., o bezpečnosti České republiky. Přitom může přijmout mimořádná opatření stanovená zvláštními zákony.
Předstupněm nouzového stavu obvykle bývá stav nebezpečí, který může vyhlásit hejtman kraje nebo primátor hlavního města. Nouzový stav může být vyhlášen buď pro celé území státu, nebo pro vymezené území (např. vyjmenované kraje nebo správní obvody obcí s rozšířenou působností). Bez souhlasu Poslanecké sněmovny může být vyhlášen nejvýše na 30 dnů. Pokud nouzový stav vyhlásí předseda vlády, vláda jej do 24 hodin buď potvrdí, nebo zruší.

## Oprávnění vlády při nouzovém stavu
Oprávnění vlády v omezování práv a svobod jsou poměrně rozsáhlá, může omezit následující práva,
- nedotknutelnost osoby a nedotknutelnost obydlí při evakuaci osoby z místa, na kterém je bezprostředně ohrožena na životě nebo zdraví,
- vlastnické a užívací právo právnických a fyzických osob k majetku,
- svobodu pohybu a pobytu ve vymezeném prostoru území ohroženého nebo postiženého krizovou situací,
- právo pokojně se shromažďovat, ve vymezeném prostoru území ohroženého nebo postiženého krizovou situací,
- právo provozovat podnikatelskou činnost, která by ohrožovala prováděná krizová opatření nebo narušovala, popřípadě znemožňovala jejich provádění,
- právo na stávku, pokud by tato stávka vedla k narušení, případně znemožnění záchranných a likvidačních prací.

Současně je vláda oprávněna nařídit evakuaci osob a majetku, zákaz vstupu, pobytu a pohybu osob, ukládání pracovních povinností, pracovní výpomoci nebo povinnosti poskytnout věcné prostředky. Krizový zákon obsahuje ještě celou řadu oprávnění vlády, nicméně veškerá omezení, která vláda v rámci vyhlášení nouzového stavu činí, musí být specifikována právě v daném rozhodnutí.

## Vyhlášené nouzové stavy
V České republice byl nouzový stav vyhlášen v těchto případech:

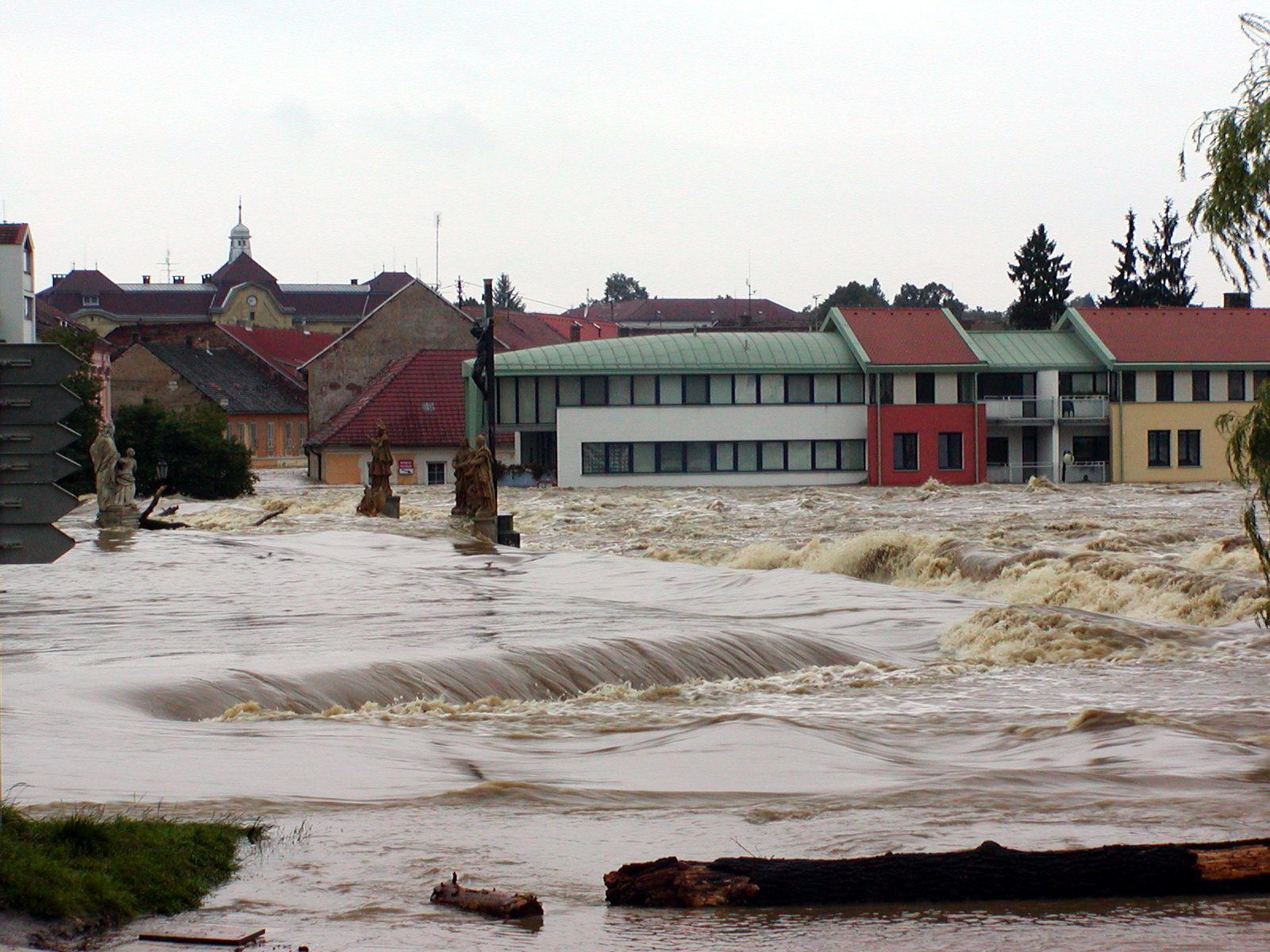
Most v Písku během povodní v roce 2002

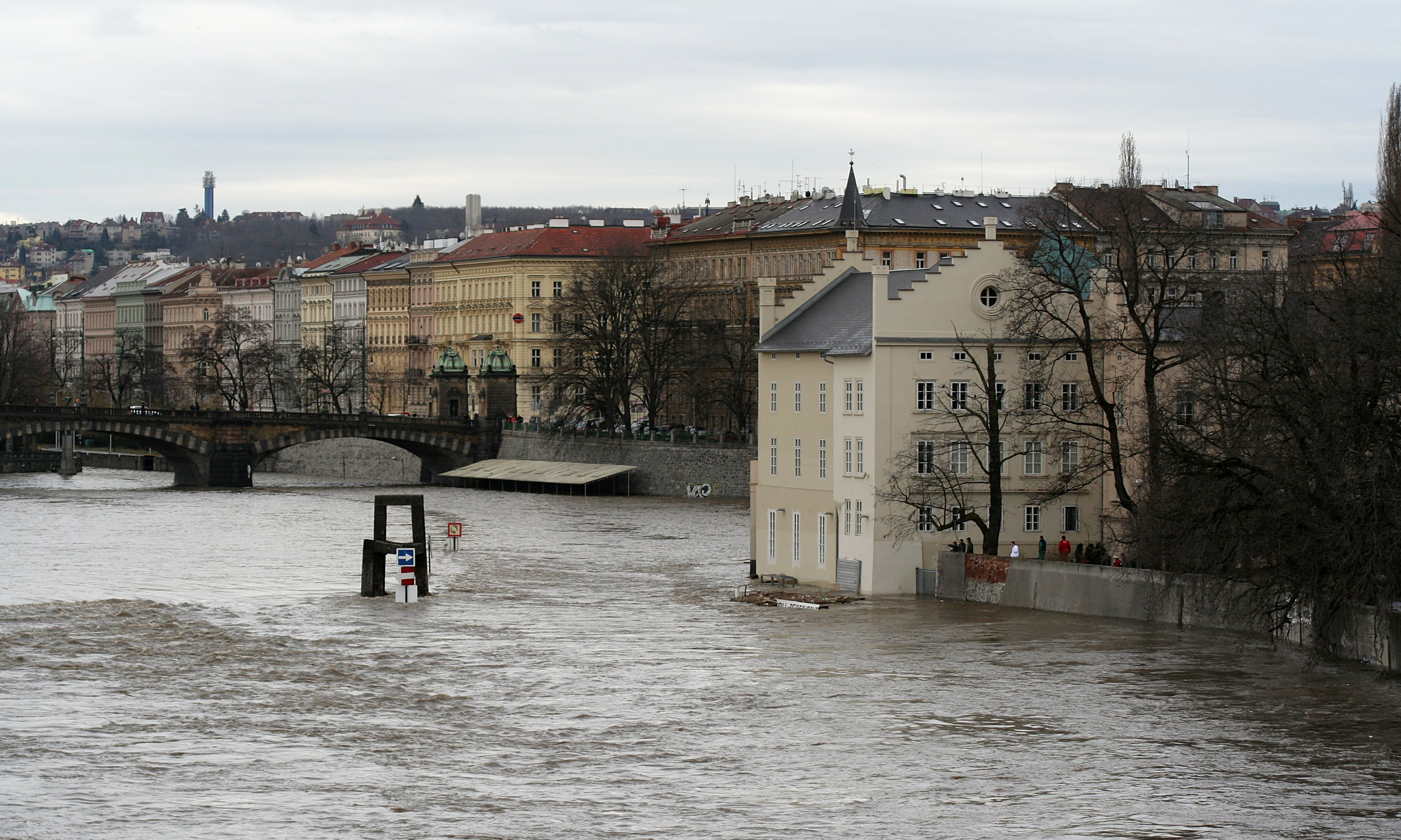
Pražská Kampa během povodní v roce 2006

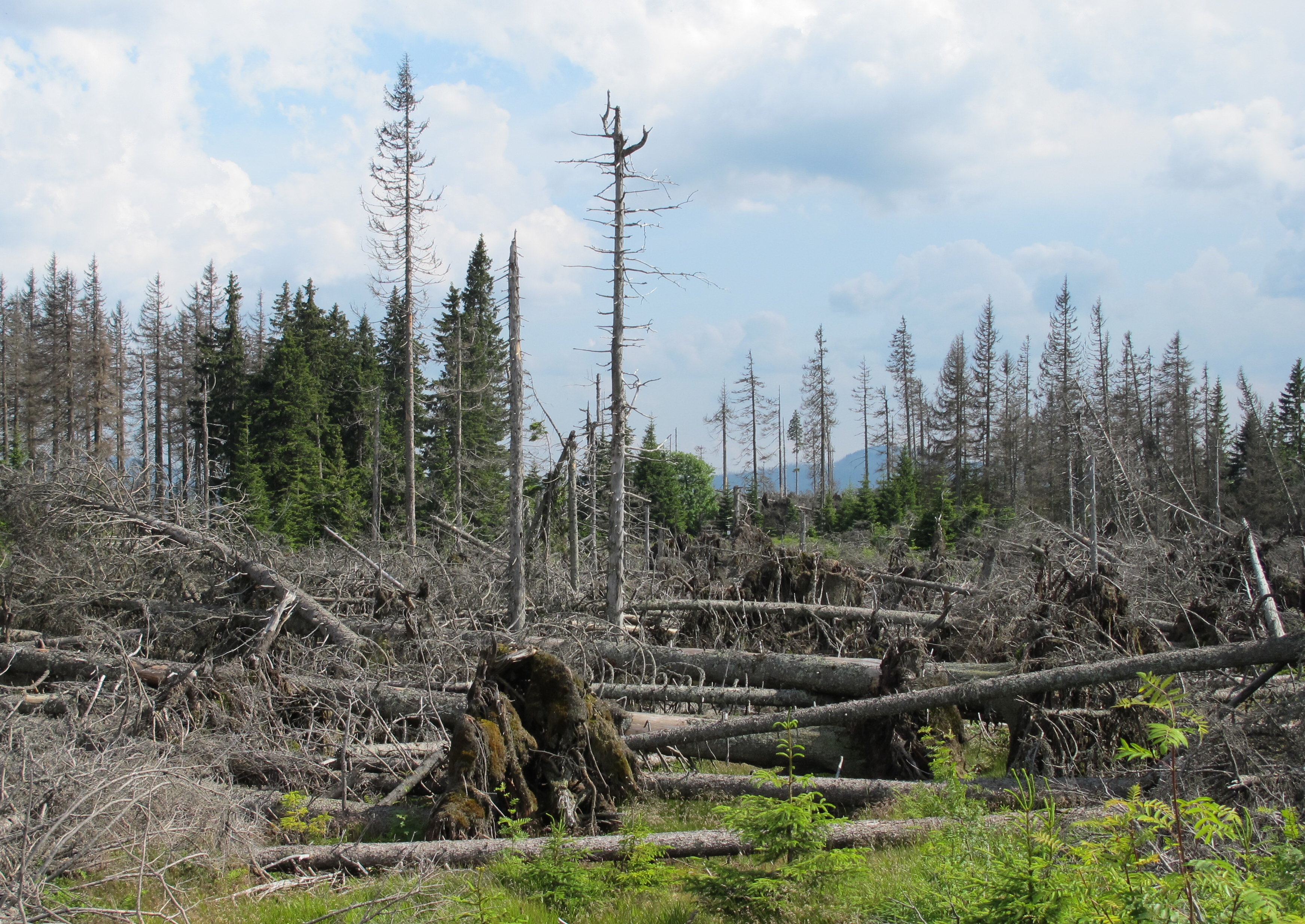
Šumavský les po orkánu Kyrill v roce 2007

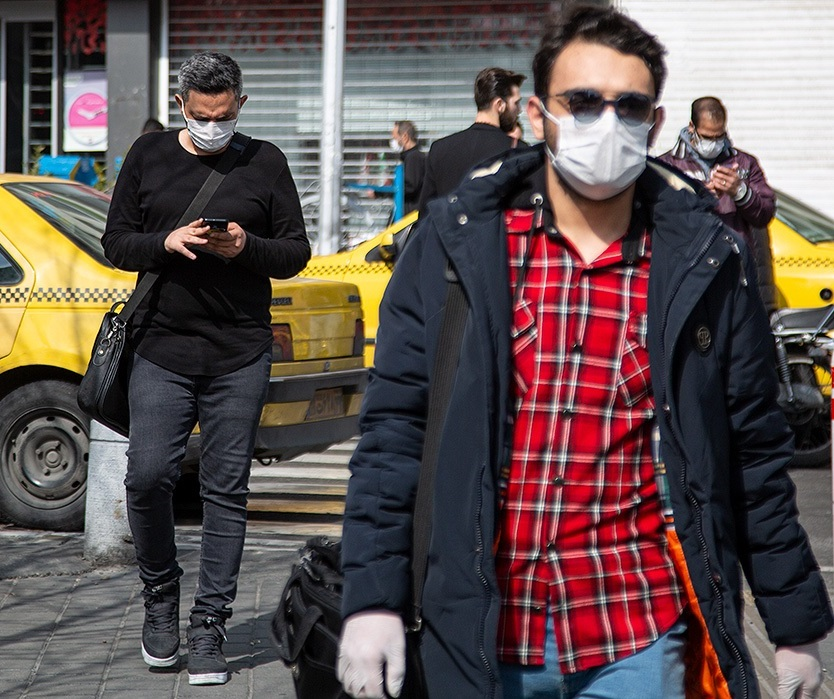
Během s pandemie onemocnění covid-19 byl v Česku vyhlášen zákaz vycházení bez ochrany obličeje

| Typ           | Od                 | Do                | Datum vyhlášení    | Počet dnů | Důvod         | Rozhodnutí                                |
| ------------- | ------------------ | ----------------- | ------------------ | --------- | ------------- | ----------------------------------------- |
| Povodeň       | 12. srpna 2002     | 31. srpna 2002    | 12. srpna 2002     | 20        | Povodně       | [ 4 ] [ 5 ] [ 6 ] [ 7 ]                   |
| Povodeň       | 2. dubna 2006      | 19. dubna 2006    | 2. dubna 2006      | 18        | Povodně       | [ 8 ] [ 9 ]                               |
| Orkán         | 25. ledna 2007     | 5. února 2007     | 24. ledna 2007     | 12        | Orkán         | [ 10 ]                                    |
| Povodeň       | 2. června 2013     | 29. června 2013   | 2. června 2013     | 28        | Povodně       | [ 11 ] [ 12 ] [ 13 ] [ 14 ]               |
| Pandemie      | 12. března 2020    | 17. května 2020   | 12. března 2020    | 67        | Pandemie      | [ 15 ] [ 16 ] [ 17 ]                      |
| Pandemie      | 5. října 2020      | 14. února 2021    | 30. září 2020      | 133       | Pandemie      | [ 18 ] [ 19 ] [ 20 ] [ 21 ] [ 22 ] [ 23 ] |
| Pandemie      | 15. února 2021     | 26. února 2021    | 14. února 2021     | 12        | Pandemie      | [ 24 ] [ 25 ]                             |
| Pandemie      | 27. února 2021     | 11. dubna 2021    | 26. února 2021     | 44        | Pandemie      | [ 26 ] [ 27 ]                             |
| Pandemie      | 26. listopadu 2021 | 25. prosince 2021 | 25. listopadu 2021 | 30        | Pandemie      | [ 28 ]                                    |
| Migrační vlna | 4. března 2022     | 30. června 2022   | 2. března 2022     | 119       | Migrační vlna | [ 29 ] [ 30 ]                             |

### Povodně
- Při povodních v roce 2002 vyhlásil předseda vlády nouzový stav pro území hlavního města Prahy, Středočeského, Jihočeského, Plzeňského a Karlovarského kraje původně na necelých 11 dní od 12. srpna do 22. srpna, spočívající především v omezení nedotknutelnosti osob, majetku a obydlí a svobody pohybu a pobytu osob v rámci evakuačních a záchranných opatření.[4] O den později přibyl i Ústecký kraj[5] a od 17. srpna přestal platit pro území Karlovarského kraje,[6] ale na zbývajícím území byl prodloužen až do 31. srpna.[7]
- Při povodních v roce 2006 vláda pro území Jihočeského, Středočeského, Ústeckého, Pardubického, Jihomoravského, Olomouckého a Zlínského kraje omezila na týden nedotknutelnost osob, majetku a obydlí a svobodu pohybu a pobytu osob v rámci evakuačních a záchranných opatření, a to od 2. dubna do 10. dubna.[8] Nouzový stav byl poté prodloužen do 19. dubna.[9]
- V důsledku rozsáhlé živelní pohromy, v rozhodnutí blíže nespecifikované, byl vyhlášen nouzový stav pro území hlavního města Prahy, Středočeského, Jihočeského, Plzeňského, Ústeckého, Libereckého a Královéhradeckého kraje od 21.00 hodin dne 2. června 2013 do odvolání. Bylo vyhlášeno 10 bodů krizových opatření (evakuace osob a majetku, omezení vstupu, pobytu a pohybu, povinnost výpomoci, bezodkladné provádění staveb a dalších činností, nasazení vojáků a složek požární ochrany, regulační opatření v dodávkách výrobků, prací, služeb a v dopravě, péče o děti a mládež, přednostní zásobování, náhradní způsob rozhodování dávkách sociálního zabezpečení) a 6 bodů omezení práv, týkajících se nedotknutelnosti osob a obydlí, vlastnických a užívacích práv, svobody pobytu a pohybu, shromažďovacího práva, práva na podnikání a práva na stávku.[11] Zrušen pak byl po skupinách krajů postupně rozhodnutími vlády č. 148/2013 Sb. (k 13. 6. 2013 pro Liberecký kraj),[12] č. 171/2013 Sb. (20. 6. pro hlavní město Prahu, Jihočeský a Plzeňský kraj)[13] a č. 172/2013 Sb. (29. 6. pro Středočeský, Ústecký a Královéhradecký kraj).[14] V jiných zdrojích se dá dohledat, že onou nejmenovanou živelní pohromou byly povodně.[31]

### Orkán
- Po zasažení orkánem v lednu 2007 vláda stanovila na dva týdny od 25. ledna do 5. února zákaz vstupu do lesů ve vymezených krajích a okresech. Šlo o celé území Jihočeského, Plzeňského, Karlovarského a Libereckého kraje a kraje Vysočina, v rámci Středočeského kraje se nouzový stav týkal okresů Benešov, Kolín, Kutná Hora a Příbram, z Královéhradeckého kraje okresů Jičín, Náchod a Trutnov a z Moravskoslezského kraje okresu Bruntál.[10]

### Pandemie
- Dne 12. března 2020 od 14 hodin byl na celém území České republiky vyhlášen nouzový stav v souvislosti s pandemií onemocnění covid-19, a to původně na dobu 30 dní, tedy na maximální dobu, na kterou jej může vláda bez souhlasu sněmovny vyhlásit.[15] Platil zákaz veřejných i soukromých akcí a zákaz vstupu veřejnosti do sportovních a kulturních zařízení. Od soboty 14. března byl zakázán provoz restaurací a některých obchodů, opatření mělo platit na 10 dní, později bylo prodlouženo do 1. dubna.[32] Od pondělí 16. března platilo uzavření státních hranic, tento den byly také uzavřeny tři obce na Olomoucku. Od čtvrtka 19. března byl vyhlášen zákaz vycházení bez ochrany obličeje a zákaz nakupovat v obchodech lidem pod 65 let mezi 8. a 10. hodinou. Od úterý 24. března do 23. dubna bylo zakázáno pobývat na veřejnosti v počtu více než dvou osob.[33][34] Všechna opatření byla poté prodloužena do 11. dubna.[35] Dne 7. dubna byl nouzový stav (včetně všech opatření) prodloužen do 30. dubna,[16] ale restriktivní opatření se měla mezi 20. dubnem a 25. květnem 2020 postupně uvolňovat.[36] Od 23. dubna bylo znovu umožněno vycestovat do zahraničí, po návratu se však člověk musel buď prokázat potvrzením o negativním testu na koronavirus, nebo byl nucen strávit 14 dní v karanténě.[37] Dne 28. dubna se nouzový stav znovu prodloužil do 17. května,[17][38] šlo ale o poslední prodloužení a uplynutím tohoto dne skončil.
- Dne 30. září 2020 vláda schválila vyhlášení nouzového stavu od 5. října 2020 na 30 dní.[18] Cílem bylo hladké zavedení nových opatření, které měly omezit především hromadné akce a snížit reprodukční číslo z 1,2 o 30–40 %, tedy na 0,8–0,9. Se souhlasem Poslanecké sněmovny Parlamentu ČR následně vláda schválila prodloužení nouzového stavu do 20. listopadu 2020,[19] podruhé do 12. prosince 2020,[20] potřetí do 23. prosince 2020,[21] počtvrté do 22. ledna 2021[22][39] a popáté do 14. února 2021.[23] Další prodloužení Sněmovna nepodpořila,[40][41][42] nicméně 14. února 2021 byl vládou na základě žádosti hejtmanů a primátora hl. města Prahy vyhlášen nový nouzový stav, a to od 15. února na 14 dní, tedy do 28. února.[24][43] Po přijetí tzv. pandemického zákona Poslanecká sněmovna 18. února rozhodla o zrušení nouzového stavu k 27. únoru (tedy uplynutím dne 26. února).[25] Poslanecká sněmovna ovšem 26. února přijala usnesení, podle kterého je v souvislosti s šířením mutací koronaviru vláda oprávněna vyhlásit nový nouzový stav.[44] Na základě toho vláda 26. února vyhlásila další nouzový stav od 27. února, a to na dobu 30 dnů[26], který měl platit do 28. března, ale po souhlasu Poslanecké sněmovny uděleného v pátek 26. března vláda rozhodla o jeho prodloužení do 11. dubna.[27] Dále již nouzový stav prodloužen nebyl a uplynutím tohoto dne skončil.
- Popáté byl nouzový stav vyhlášen vládou v demisi 25. listopadu 2021 s účinností od následujícího dne na 30 dní. Důvodem byla zhoršující se epidemiologická situace, zejména ve východní části republiky.[45][46][28]

### Ruská invaze na Ukrajinu
V noci z 23. na 24. února 2022 zahájila ruská armáda invazi na Ukrajinu. Ministr vnitra České republiky Vít Rakušan (za STAN) sdělil po jednání vlády 2. března 2022, že z důvodu přijímání uprchlíků z okupované Ukrajiny je nutné vyhlásit nouzový stav. Ten byl vyhlášen na 30 dní od 4. března do 2. dubna 2022. Poté byl nouzový stav se souhlasem Poslanecké sněmovny prodloužen až do 31. května  a následně do 30. června 2022.